# 平定乡
平定乡，是中华人民共和国江西省鹰潭市余江区下辖的一个乡镇级行政单位。

## 行政区划
平定乡下辖以下地区：
会上社区、平定村、耙石村、沙溪村、东脑村、店上村、双渔村、洪万村、井刘村、石艾村、前山村、洪桥村、弓塘村和兰田村。